# He Zhuojia
He Zhuojia (em chinês:  {{{1}}}, nascida em 25 de outubro de 1998) é uma jogadora chinesa de tênis de mesa. Ela é uma das poucas jogadoras do Topo que utilizam Borracha de pino longo.
Ela ganhou o Open da Argentina de 2014 quando tinha apenas 15 anos. Ela também teve uma atuação memorável nas Grandes finais do ITTF World Tour 2018, onde ela venceu três jogadoras mais bem classificadas antes de perder para Chen Meng na final.
1. ↑  «He Zhuojia». T2 Diamond. Consultado em 10 January 2020 Verifique data em: |acessodata= (ajuda)
2. ↑  Pisani, Sacha (9 July 2014). «Cheng claims Argentina Open title». Sporting News. Consultado em 10 January 2020 Verifique data em: |acessodata=, |data= (ajuda)
3. ↑  «Title Defended, Chen Meng Champion Once Again». SD Sport. 21 December 2018. Consultado em 10 January 2020 Verifique data em: |acessodata=, |data= (ajuda)